# Семёновское муниципальное образование (Фёдоровский район)
Семёновское муниципальное образование — сельское поселение в Фёдоровском районе Саратовской области Российской Федерации.
Административный центр — село Семёновка.

## История
Статус и границы сельского поселения установлены Законом Саратовской области от 27 декабря 2004 года № 107-ЗСО «О муниципальных образованиях, входящих в состав Фёдоровского муниципального района».
Законом Саратовской области от 22 апреля 2016 года № 43-ЗСО, были преобразованы, путём их объединения, Калдинское, Николаевское и Семёновское муниципальные образования — в Семёновское муниципальное образование, наделённое статусом сельского поселения, с административным центром в селе Семёновка.
Законом Саратовской области от 9 марта 2022 года № 25-ЗСО, были преобразованы, путём их объединения, Борисоглебовское и Семёновское муниципальные образования — в Семёновское муниципальное образование, наделённое статусом сельского поселения, с административным центром в селе Семёновка.

## Население
| 2010  | 2011  | 2012  | 2013  | 2014  | 2015  | 2016  |
| ----- | ----- | ----- | ----- | ----- | ----- | ----- |
| 1077  | ↘1072 | ↗1088 | ↗1094 | ↘1093 | ↘1055 | ↘1037 |
| 2017  | 2018  | 2019  | 2020  | 2021  |       |       |
| ↗1954 | ↘1946 | ↘1909 | ↘1852 | ↘1765 |       |       |

## Состав сельского поселения
| № | Населённый пункт | Тип населённого пункта       | Население |
| - | ---------------- | ---------------------------- | --------- |
| 1 | Борисоглебовка   | село                         | ↘568      |
| 2 | Калдино          | село                         | ↘422      |
| 3 | Красавка         | село                         | ↘152      |
| 4 | Митрофановка     | село                         | ↘282      |
| 5 | Николаевка       | село                         | ↗439      |
| 6 | Семёновка        | село, административный центр | ↗795      |